# Hambletonia
Hambletonia is een geslacht van vliesvleugeligen uit de familie Encyrtidae. De wetenschappelijke naam van dit geslacht is voor het eerst geldig gepubliceerd in 1936 door Compere.

## Soorten
Het geslacht Hambletonia omvat de volgende soorten:
- Hambletonia calvifrons Sharkov & Woolley, 1997
- Hambletonia marticephala Sharkov & Woolley, 1997
- Hambletonia pilosifrons Sharkov & Woolley, 1997
- Hambletonia pseudococcina Compere, 1936
- Hambletonia punctifrons Sharkov & Woolley, 1997
- Hambletonia roseni Sharkov & Woolley, 1997
- Hambletonia setosifrons Sharkov & Woolley, 1997
- Hambletonia squalicephala Sharkov & Woolley, 1997
- Hambletonia undulitibiae Sharkov & Woolley, 1997